# Преображенка (Томаковский район)
Преображе́нка (укр. Преображенка) — село,
Преображенский сельский совет,
Томаковский район,
Днепропетровская область,
Украина.
Код КОАТУУ — 1225488001. Население по переписи 2001 года составляло 1369 человек.
Является административным центром Преображенского сельского совета, в который, кроме того, входит село
Барково.

## Географическое положение
Село Преображенка находится на берегу пересыхающего ручья, который через 5 км впадает в реку Томаковка,
на расстоянии в 3 км расположено село Барково, в 5-и км — село Зелёный Гай.
Рядом проходит автомобильная дорога Т-0809.

## История
- Первое упоминание о село Преображенка в исторических документах относится к 1869 году[источник не указан 1030 дней].
- 297 жителей села сражались против гитлеровцев в годы Великой Отечественной войны, из них 218 — отдали жизнь за Родину, 140 — удостоены правительственных наград.
- До 1996 года существовал колхоз «Зирка». С помощью колхоза «Зирка» в селе Преображенка: все дороги имеют твердое покрытие, в основном — асфальт; работали 4 молочнотоварных фермы (разграблены); работала бройлерная фабрика в 26 корпусов (разграблены); строительная бригада со всем снаряжением и имуществом для выполнения ремонтно-строительных работ на территории хозяйства и за его пределами; имелись три тракторных бригады с численностью более 300 единиц техники; автогараж насчитывал до 100 машин. Нынче работают свинокомплекс на 1 корпус из 5 корпусов; два корпуса мастерских (один под хранение зерна).

## Инфраструктура
На территории села — средняя школа, дом культуры с залом на 475 мест, библиотека, амбулатория семейной медицины, детский сад, отделение связи, сберкасса, магазины, кафе, стадион, спортзал.

## Экономика
- ООО «Зирка».
- ООО «Обериг».
- ООО «Гарант-Агро».
- ФХ «Скорук»

## Достопримечательности
- В ознаменование 30-летия Победы советского народа в Великой Отечественной воине в центре села воздвигнут мемориальный комплекс в честь героев, погибших в борьбе с немецко-фашистскими захватчиками..

## Транспорт
- Село сообщено автобусным маршрутом с городом Запорожье.
- В 8 км от села проходят автобусные маршруты Днепр — Никополь, Марганец, Орджоникидзе.
- В 25 км находится железнодорожная станция Мировая на линии Апостолово — Запорожье Приднепровской железной дороги.